# Sport365.fr
Sport365.fr è stato un canale televisivo francese del Groupe Sporever. Era trasmesso sulle reti Numericable, Orange, Free e SFR. Il canale trattava unicamente notizie sportive.
Il canale è stato lanciato il 18 settembre 2012 sulle reti via cavo, via satellite e ADSL di Patrick Chêne. Il canale chiude, interrompendo le trasmissioni, il 31 luglio 2017.
Attualmente Sport365.fr è una testata d'informazione sportiva, edita da Media365, società del Groupe Sporever, il quale tra i vari quotidiani sportivi possiede Football365.fr che è fra i più apprezzati della Francia.